# Jestive gljive
Јеstive gljive su one koje se upotrebljavaju u ljudskoj prehrani. 

## Povijest
Ljudi su upotrebljavali gljive u prehrani još u doba Babilonaca, starih Egipćana, ali i Indijanaca. Upotrebljavali su ih i u Kini,Japanu i Sjevernoj i Južnoj Koreji prije nekoliko tisuća godina, ne samo u kulinarstvu, već i zbog ljekovitosti pojedinih vrsta. Stari filozofi su jela pripremljena od gljiva nazivali "carskom hranom", pa čak i "hranom bogova". 

## Hranjivost
Gljive se upotrebljavaju gotovo u svim svjetskim kuhinjama zbog ugodnog ukusa, ali i bogatstva potrebnih tvari. Poput drugih živih bića, gljive se najvećim dijelom sastoje od vode (75-93%) i proteina (2,5-7%), ali su važni i njihovi drugi sastojci: ugljikohidrati, neki minerali (posebno je važna prisutnost fosfora), kао i vitamini. Таkođer, aromatični sastojci čine da gljive mogu biti začin jelima i dosta podići njihovu kvalitetu.

## Priprema
Gljive se brzo kvare, posebno u toplim mjesecima, pa njihova priprema počinje još na terenu. Preporuka je da se skupljaju u korpama od pletenog pruća baš zato da bi se spriječilo kvarenje. Ljeti ih treba jesti istog dana kada su ubrane.